# Nilgås
Nilgås (Alopochen aegyptiaca) är en afrikansk andfågel och den enda nu levande arten inom släktet Alopochen. Den har på senare tid etablerat sig i Europa och anses där vara en invasiv art, men globalt sett minskar den i antal. Nilgåsen är en stor andfågel som trots namnet snarare är närmast gravänderna i Tadorna-släktet.

## Utseende och läte
Den adulta nilgåsen är omisskännlig med sin kraftfulla och brokiga teckning. Könen är lika men hanen är vanligtvis något större än honan. Arten mäter 63–73 centimeter och har ett vingspann på 134–154 centimeter. Den är något större än gravanden, med brunröd ovansida, beigegrå undersida och en brunröd, mörk fläck på buken. Huvudet är ljust med en brun ögonmask. Det förekommer ganska stora individuella skillnader i tonen på fjäderdräkten och vissa är gråare och andra mera varmt bruna.
Nilgåsens vinge är ungefär tecknad som rostandens med stora delar som är vita. Inget av det vita syns dock när fågeln är lugn på marken eftersom allt det vita döljs av vingtäckarna. När den blir upphetsad eller under flykten är dock de vita vingarna iögonfallande. 
Honan och hanen har olika läten där hanen har ett hest, dämpat andlikt kvackande som sällan hörs. Honan har istället ett kraftigare läte som ofta nyttjas i aggression eller vid minsta störning när hon tar hand om sina ungar.

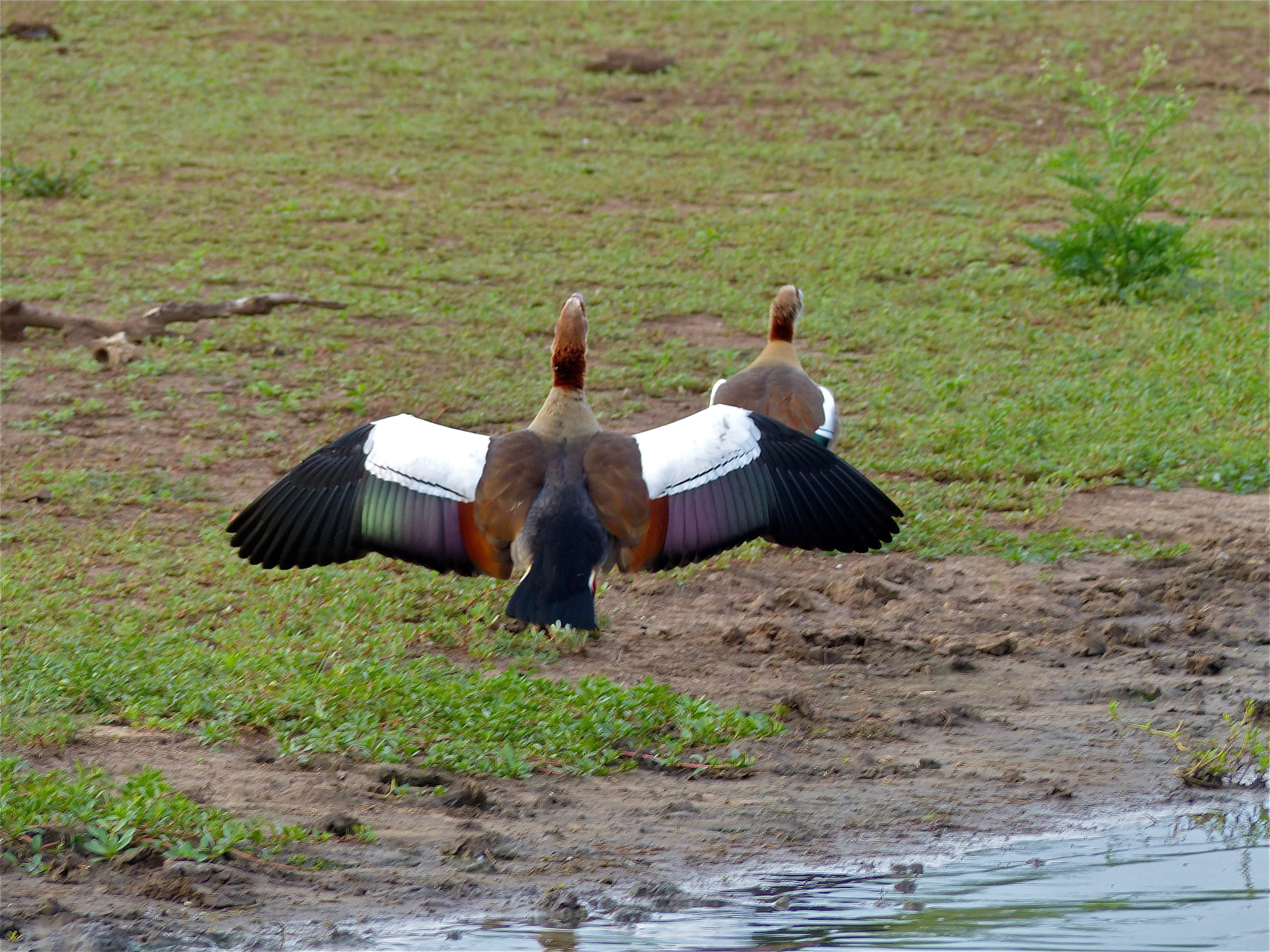
Nilgås i Sydafrika visar upp de vita vingarna.
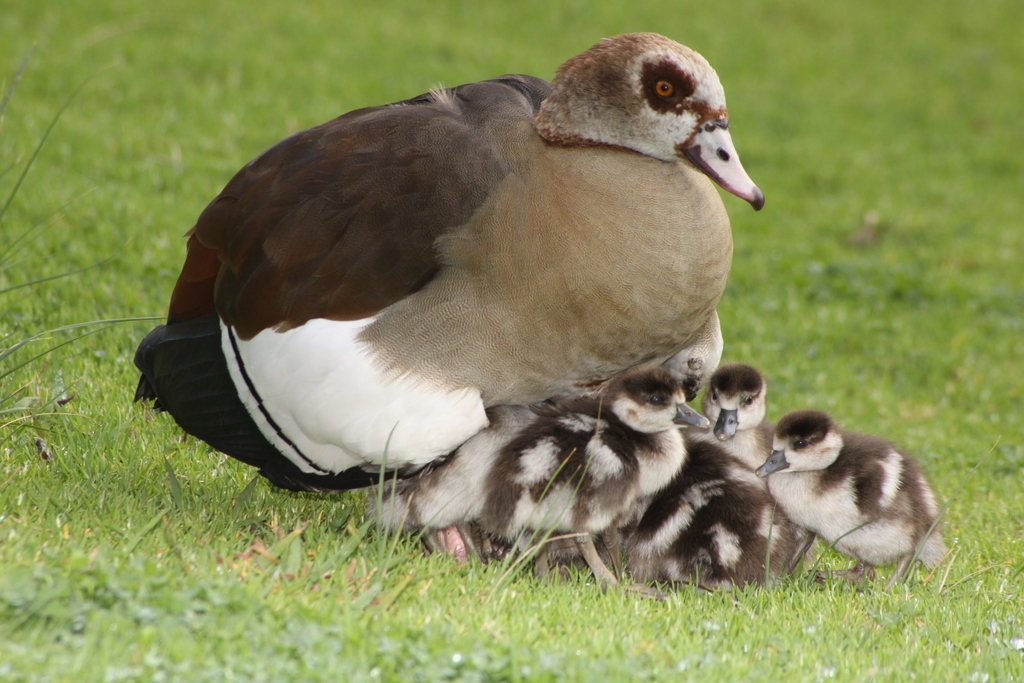
Nilgås med gässlingar i Sydafrika.
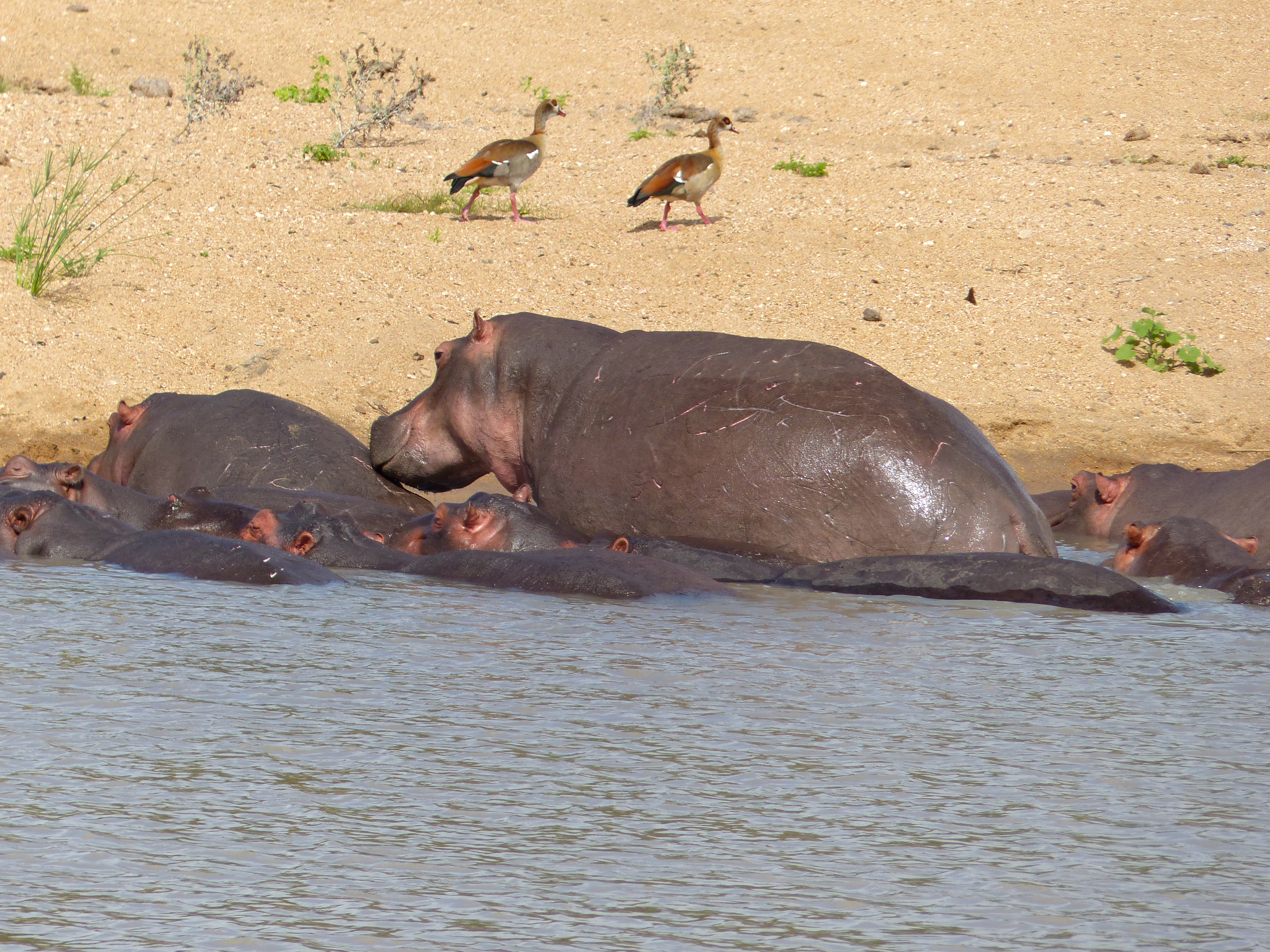
Nilgäss med flodhästar i Kenya.

## Utbredning
Nilgåsen har ett utbrett häckningsområde i Afrika, utom i öknar och i tät skog, och är lokalt mycket talrik, främst vid Nilen och söder om Sahara. Arten har också inplanterats i södra England, Belgien, Nederländerna och Tyskland och har där bildat förvildade populationer som snabbt har ökat i storlek och utbredning. Individer med största sannolikhet härrörande från de förvildade populationerna ses återkommande i Sverige.

## Ekologi
Båda könen är mycket territoriella under häckningssäsongen gentemot artfränder och fortsätter inte sällan att jaga dem även i luften. Nilgåsen livnär sig på frön, blad, gräs och rötter. Ibland äter den även gräshoppor, maskar och andra mindre ryggradslösa djur. Den häckar på marken i ett plattformsliknande bo. Honan lägger i genomsnitt åtta till nio ägg, men allt ifrån sex till tolv förekommer. Äggen ruvas av båda föräldrarna i 28–30 dagar och båda föräldrarna tar hand om ungarna i 70–75 dagar innan de är flygga.

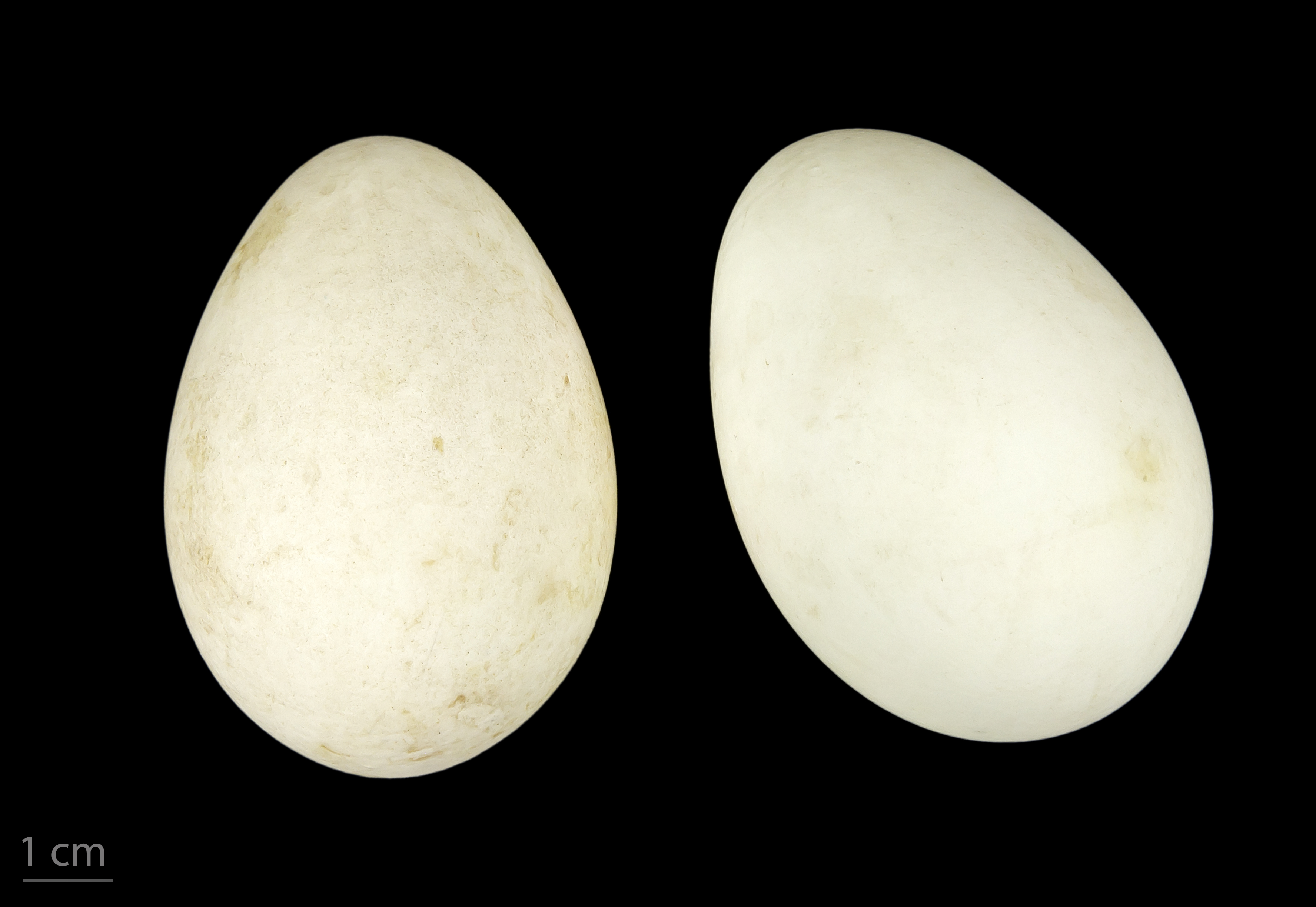
Nilgåsens ägg.

## Nilgåsen och människan

### Status och hot
Arten har ett stort utbredningsområde och en stor population, men tros minska i antal, dock inte tillräckligt kraftigt för att den ska betraktas som hotad. IUCN kategoriserar därför arten som livskraftig (LC).

### Som invasiv art
Nilgåsen kategoriseras som en invasiv art inom Europeiska unionen. Den är aggressiv och tenderar att köra iväg andra andfåglar från häckningsplatserna. Utöver det kan den hybridisera med andra arter. Baserat på detta har exempelvis Svenska Naturvårdsverket tagit beslut om att de nilgäss som observeras i Sverige ska avlivas.